# Цитарабін
Цитарабін (Цитозинарабінозид, Цитозар, ARA-C) (англ. Cytarabine, лат. Cytarabinum) — синтетичний лікарський препарат, який за своєю структорою є аналогом піримідинових основ, та застосовується внутрішньовенно, підшкірно та інтратекально, рідше внутрішньом'язово. Цитарабін уперше синтезований у 1959 році в Каліфорнійському університеті в Берклі, та схвалений FDA для клінічного використання в 1969 році.

## Фармакологічні властивості
Цитарабін — синтетичний лікарський засіб, який за своєю хімічною структурою є аналогом піримідинових основ нуклеїнових кислот. Механізм дії препарату полягає в інгібуванні ферменту ДНК-полімерази, що призводить до порушення синтезу ДНК, іншим імовірним механізмом дії препарату вважається можливість цитарабіну вбудовуватися у структуру ДНК і РНК, внаслідок чого гальмується синтез піримідинових нуклеотидів у S-фазі мітозу. Оскільки мітотична активність більш виражена у клітин, які швидко ростуть, то препарат більш активний до клітин злоякісних пухлин, а також клітин крові, проте при застосуванні великих доз цитарабіну спостерігається цитотоксичний вплив і на здорові клітини організму людини. Цитарабін застосовують для лікування злоякісних захворювань крові: гострого лімфобластного лейкозу, гострого мієлолейкозу, бластному кризі при хронічному мієлолейкозі, нейролейкозі, а також при негоджкінських лімфомах. Цитарабін також має противірусну дію на герпесвіруси, проте як противірусний препарат він не застосовується у зв'язку із його високою токсичністю та частими побічними ефектами. Цитарабін також є дуже активним до ембріональних клітин, тому його застосування при вагітності може призвести як до народження дитини із чисельними вадами розвитку, так і до самовільного переривання вагітності або народження мертвої дитини, а також до пригнічення функції кісткового мозку в новонароджених дітей, хоча при довготривалих спостереженнях були випадки народження й здорових немовлят.

### Фармакокінетика
Цитарабін погано всмоктується після перорального застосування з біодоступністю близько 20 %, тому препарат застосовується переважно внутрішньовенно або підшкірно, рідше внутрішньом'язово та інтратекальноо. Цитарабін швидко розподіляється в організмі після внутрішньовенної ін'єкції, після внутрішньовенного застосування біодоступність препарату становить 100 %. Препарат швидко метаболізується в організмі до свого активного метаболіта, тому його період напіввиведення із плазми крові становить 10—20 хвилин. Препарат погано зв'язується з білками плазми крові. Цитарабін проникає через гематоенцефалічний бар'єр, через плацентарний бар'єр, даних за проникнення препарату в грудне молоко немає. Метаболізується цитарабін у печінці з утворенням спочатку активних, пізніше неактивних метаболітів. Виводиться препарат із організму із сечею переважно у вигляді метаболітів. Кінцевий період напіввиведення цитарабіну з організму становить 1—3 години, і цей час може збільшуватися при порушеннях функції печінки або нирок.

## Покази до застосування
Цитарабін застосовують для лікування гострого лімфобластного лейкозу, гострого мієлолейкозу, бластному кризі при хронічному мієлолейкозі, нейролейкозі, а також при негоджкінських лімфомах та еритромієлозі.

## Побічна дія
При застосуванні цитарабіну побічні ефекти спостерігаються досить часто, що зумовлено високою токсичністю препарату. Найхарактернішним із них вважається так званий цитарабіновий синдром, який найчастіше спостерігається за 6—12 годин після введення препарату, симптомами якого є гарячка, біль у кістках і м'язах, біль у грудній клітці, загальну слабкість, шкірний висип, кон'юнктивіт. Цей синдром переважно купується введенням глюкокортикоїдів, і його зникнення після введення гормонів дає можливість продовження лікування цитарабіном із одночасним введенням глюкокортикоїдів. У хворих із порушенням функції печінки часто спостерігається токсична дія на нервову систему, що включає сонливість, втрату пам'яті, зміни особистості, втрату свідомості аж до коми. Іншими побічними ефектами препарату найчастішими є:
- З боку травної системи — стоматит, фарингіт, езофагіт, нудота, блювання, зниження апетиту; зрідка порушення функції печінки, діарея, виразки шлунково-кишкового тракту, шлунково-кишкові кровотечі, кишкова непрохідність.
- З боку нервової системи — парестезії, судоми, тремор, порушення мови, втрата пам'яті.
- З боку дихальної системи — набряк легень, пневмоніт, респіраторний дистрес-синдром.
- З боку сечостатевої системи — аменорея, азооспермія.
- Зміни в лабораторних аналізах — анемія, тромбоцитопенія, лейкопенія, мегалобластоз.
- Інші побічні ефекти — зниження імунітету, тромбофлебіт, еритема шкіри; при застосуванні під час вагітності можливі внутрішньоутробна загибель плода, вади розвитку плода, затримка росту плода, ембріональна токсичність.

## Протипокази
Цитарабін протипоказаний при підвищеній чутливості до препарату, вираженому зниженні функції кісткового мозку, вагітності та годуванні грудьми.

## Форми випуску
Цитарабін випускається у вигляді ліофілізату для приготування розчину для ін'єкцій по 0,1; 0,5; 1,0 і 2,0 г; а також у вигляді розчину для ін'єкцій по 20 або 50 мг/мл у флаконах по 1, 2, 5, 10, 20 та 80 мл.